# Halina Olomucki
Halina Olomucki, née à Varsovie en Pologne en 1921 et décédée à Ashkelon en Israël en 2007, est une artiste polonaise et israélienne connue pour ses travaux représentant les conditions d'existence des Juifs du ghetto de Varsovie et en déportation.

## Biographie
Halina Olomucki grandit à Varsovie dans une famille juive. Ses parents, Andrzej et Margarit-Hadassa Olszewski, bien que non religieux, l'envoient dans une école juive yiddishophone. Son père meurt alors qu'elle est encore une enfant. La famille Olomucki est enfermée dans le ghetto de Varsovie après l'invasion allemande de la Pologne. Halina dessine alors des scènes de vie du ghetto,, et décrit la souffrance des femmes juives,. 

### Déportation à Auschwitz
Elle est ensuite soumise aux travaux forcés, hors du ghetto, puis déportée avec sa mère au camp d'extermination de Majdanek où cette dernière meurt. 
En mai 1943, Halina Olomucki est envoyée à Auschwitz-Birkenau. Là, elle travaille dans une usine de munitions où elle doit peindre des panneaux de signalétique. Elle est envoyée au Block 10 où ont lieu des expériences médicales. Quand les SS découvrent ses talents d'artiste ils lui donnent d'autres travaux graphiques. Elle reçoit entre autres l'ordre de dresser le portrait d'officiers nazis.
Elle participe à la révolte des Sonderkommandos qui se conclut par la destruction du crématorium III.
En raison de l'approche de l'Armée rouge, une marche forcée évacue des déportés d'Auschwitz, dont Halina, vers le camp de Bergen-Belsen. Olomucki se retrouve ensuite à Neustadt-Glewe. Elle est libérée le 2 mai 1945. Elle retourne ensuite en Pologne, espérant y retrouver une partie de sa famille mais celle-ci a été entièrement assassinée. Elle parvient à retrouver certains de ses dessins, cachés et extraits du ghetto par un ami polonais. Elle retrouve aussi quelques-uns de ceux qu'elle a dessiné à Auschwitz,.
Elle s'installe alors à Łódź ou elle étudie à l'Académie des beaux-arts de Łódź. Elle est notamment l'étudiante de Władysław Strzemiński. En 1957 elle s'installe en France puis émigre en Israël en 1972. Elle s'établit alors à Holon.

## Œuvres
Certaines des œuvres de Halina Olomucki sont conservées au musée national Auschwitz-Birkenau en Pologne, à Yad Vashem en Israël et ou encore au United States Holocaust Memorial Museum de Washington. La Contemporaine à Nanterre, en France, avec qui Halina Olomucki a lié des liens dès les années 1960 conserve 18 de ses dessins.